# Chiesa di San Francesco (Sarteano)
La chiesa di San Francesco è un luogo di culto cattolico di Sarteano, sede dell'omonima parrocchia.

## Descrizione
Fondata nella prima metà del XIV secolo, è ornata da un'elegante facciata in travertino del 1480. Al di sopra dell'unico portale centinato è posto un grande oculo, sormontato dallo stemma della famiglia Piccolomini, a ricordare il committente della chiesa, Francesco Todeschini Piccolomini, futuro papa Pio III. Il campanile è stato edificato nel Seicento.
Nell'interno, fortemente ripristinato a causa dei danni bellici, sono conservati alcuni affreschi staccati del XIV e XV secolo, provenienti dalla diruta chiesa di Santa Vittoria. L'antico convento è stato oggi suddiviso in varie abitazioni; resta però il chiostro, in stile gotico fiorito, e un loggiato del 1341.
Dopo un lungo periodo di restauro, la chiesa di San Francesco è stata riaperta il 4 ottobre 2008.